# Штраскирхен
Штраскирхен (њем. Straßkirchen) општина је у њемачкој савезној држави Баварска. Једно је од 37 општинских средишта округа Штраубинг-Боген. Према процјени из 2010. у општини је живјело 3.309 становника. Посједује регионалну шифру (AGS) 9278192.

## Географски и демографски подаци
Штраскирхен се налази у савезној држави Баварска у округу Штраубинг-Боген. Општина се налази на надморској висини од 324 метра. Површина општине износи 38,4 km². У самом мјесту је, према процјени из 2010. године, живјело 3.309 становника. Просјечна густина становништва износи 86 становника/km².